# Drummond Motor Car Company
Drummond Motor Car Company war ein US-amerikanischer Hersteller von Automobilen.

## Vorgeschichte
James Drummond gründete 1906 die Drummond Carriage Company in Omaha in Nebraska und stellte Kutschen her. 1909 wurde die Produktion aufgegeben. Nun wurden Kraftfahrzeuge repariert.

## Unternehmensgeschichte
1916 wurde das Unternehmen in der gleichen Stadt zur Kraftfahrzeugproduktion gegründet. J. W. Griffith wurde Präsident, F. W. Bacon Vizepräsident und Generalmanager, W. L. Griffith Sekretär und Schatzmeister und R. W. Craig Verkaufsleiter. Sie begannen mit der Produktion von Automobilen, die als Drummond vermarktet wurden. 1917 endete die Produktion. 1918 wurde das Unternehmen aufgelöst.
1916 entstanden 123 Fahrzeuge und im Folgejahr 177. In der Summe sind das 300 Fahrzeuge.
Die Douglas Motors Corporation setzte die Produktion unter eigenem Markennamen fort.

## Fahrzeuge
1916 standen zwei Modelle im Sortiment. Der Four hatte einen Vierzylindermotor mit 36 PS Leistung sowie ein Fahrgestell mit 318 cm Radstand. Für den Six mit einem Sechszylindermotor waren 22 PS und 305 cm Radstand angegeben. Beide waren als fünfsitzige Tourenwagen, zweisitzige Roadster und fünfsitzige Town Car-Limousine erhältlich.
1917 löste das Model 17 alle bisherigen Modelle ab. Es hatte einen V8-Motor von Herschell-Spillman, der mit 28 PS angegeben war. Der Radstand betrug 305 cm. Zu den bereits bekannten Tourenwagen und Roadster gesellte sich ein dreisitziger Cloverleaf-Roadster.

## Modellübersicht
| Jahr | Modell   | Zylinder | Leistung (PS) | Radstand (cm) | Aufbau                                                                |
| ---- | -------- | -------- | ------------- | ------------- | --------------------------------------------------------------------- |
| 1916 | Four     | 4        | 36            | 318           | Tourenwagen 5-sitzig, Roadster 2-sitzig, Town Car Limousine 5-sitzig  |
| 1916 | Six      | 6        | 22            | 305           | Tourenwagen 5-sitzig, Roadster 2-sitzig, Town Car Limousine 5-sitzig  |
| 1917 | Model 17 | 8        | 28            | 305           | Tourenwagen 4-sitzig, Roadster 2-sitzig, Cloverleaf Roadster 3-sitzig |